# Pokolj u Bukovcu 16. listopada 1991.
Pokolj u Bukovcu kod Perušića je ratni zločin kojeg su počinili lokalni pobunjeni Srbi (pripadnici četničkih formacija i milicije t.zv. "SAO Krajine") s Novog Ličkog Osika nad bukovačkim Hrvatima, u svrhu etničkog čišćenja tog kraja od hrvatskog stanovništva. 
Pokolj su napravili 16. listopada 1991. (neki izvori navode 17. listopada 1991.). u zaselcima Radići i Vučići. Ubili su 7 civila srednje i starije životne dobi (neke pred njihovim domovima) i još nekoliko mlađih ljudi.
Valja navesti da mediji često pod ovaj pokolj pribrajaju s pokoljima u 5 km susjednom selu Širokoj Kuli, koje su četnici počinili 3 dana prije.
U Bukovcu su tog dana dvoje četnika zaskočili stražara. Braću i majku su mu ubili brzometnom paljbom iz strojnice, a njega su ubili tako da su ga proboli bajunetama s leđa.
Napad je bio nastavkom pokolja u obližnjoj Širokoj Kuli nekoliko dana prije.

## Vanjske poveznice
- Portal Hrvatskog kulturnog vijeća Što se događalo u Lici prije akcije "Medački džep"
- Zemljopisni položaj Bukovca na fallingrain.com